# Keith "Tree" Barry
Keith "Tree" Barry (Nueva York, 1964), también conocido simplemente como Tree, es un músico multinstrumentalista (saxofón, trompeta, viola, violín, armónica, clarinete) de Los Ángeles, Estados Unidos. Ha colaborado, entre otros artistas, con Gov't Mule y Red Hot Chili Peppers. Su trabajo con Red Hot Chili Peppers es extenso, habiendo colaborado en varios temas de los álbumes Mother's Milk y One Hot Minute, donde toca el saxofón, la trompeta y el violín. También participó en la gira que la banda realizó durante 1989 y 1990 para promocionar su álbum Mother's Milk. Es cofundador, junto a Flea, del Silverlake Conservatory of Music, un conservatorio de música sin fines de lucro, establecido en Los Ángeles en 2001.

## Biografía
Keith Barry nació en la ciudad de Nueva York en 1964 y se mudó a Los Ángeles en 1977, a la edad de 13 años. En la secundaria conoció a Flea, y los dos siguieron siendo amigos durante la secundaria y la preparatoria. Comenzó a usar el nombre Tree durante un viaje de esquí con Flea y Anthony Kiedis. Asistió al Berklee College of Music en 1980.
Tree regresó a Los Ángeles después de la universidad. Estuvo presente cuando sus antiguos compañeros de clase formaron Red Hot Chili Peppers, y afirma que él fue al que se le ocurrió el nombre de la banda. Participó en el primer álbum del grupo, titulado The Red Hot Chili Peppers y publicado en 1984, tocando la viola y como arreglista de los instrumentos de viento. Tree volvió a colaborar con la banda en 1989, tocando el saxofón tenor en su álbum Mother's Milk. También participó en el Mother's Milk Tour. Tree tocó el saxofón en el I'm with You World Tour, su primera actuación con los Red Hot Chili Peppers en 21 años.[cita requerida]
En 2001, Flea y Tree cofundaron el Conservatorio de Música de Silverlake, donde Tree actualmente se desempeña como decano.

## Discografía parcial

### En solitario
- Blew Year's Proposition (álbum, 1995)

### Collaboraciones
- The Red Hot Chili Peppers (álbum, 1984)
- Baby...You're Bummin' My Life out in a Supreme Fashion (álbum, 1986)
- Next Saturday Afternoon (álbum, 1987)
- Stormy Weather (álbum, 1989)
- Mother's Milk (álbum, 1989), pistas #3 y #12
- One Hot Minute (álbum, 1995), pista #9
- The Deep End, Volume 1 (álbum, 2001), pista #4
- Helen Burns (EP, 2012), pista #6